# We Don't Care (Akon)
We Don't Care è un brano musicale del cantante statunitense Akon, estratto come quarto singolo dall'album Freedom e pubblicato il 6 luglio 2009.

## Tracce
1. We Don't Care (Radio Edit) - 3:20
2. We Don't Care (Album Version) - 4:16
3. We Don't Care (Video Version) - 3:53

## Classifiche
| Classifica (2009) | Posizione più alta |
| ----------------- | ------------------ |
| Regno Unito       | 61                 |